# Elvi Svendsen
Elvi Svendsen (n. 8 ianuarie 1920, Copenhaga, Danemarca – d. 7 februarie 2013, Comuna Gladsaxe, Regiunea Hovedstaden, Danemarca) a fost o înotătoare daneză, medaliată olimpică. A participat la 2 ediții ale Jocurilor Olimpice (1936, 1948) în care a câștigat 1 medalie de argint.